# Animax
Animax (яп. アニマックス) — японська супутникова телевізійна мережа. Штаб-квартира розташована в особливому районі Мінато-ку міста Токіо, Японія.
Телемережа була заснована 20 травня 1998 року компанією Sony Pictures Entertainment, а також аніме-студіями Sunrise, Toei Animation та TMS Entertainment.
Телекомпанія веде мовлення на території Японія, Тайваню, Гонконгу, Південної Кореї, Південної Азії, Латинської Америки, Африки та Австралії. В останні роки компанія почала мовлення і на території Європи: в 2007 році в Німеччині, Румунії, Угорщині, Чехії; в 2008 році в Словаччині, Іспанії і Португалії. Найближчим часом планується почати мовлення на території Великої Британії, Польщі, Італії, Франції та деяких інших країнах.
Animax перша та найбільша телевізійна мережа, що транслює аніме у світі. Аудиторія мережі становить понад 89 мільйонів домогосподарств в 62 країнах.